# Suwa (Nagano)
Suwa (諏訪市 -shi) é uma cidade japonesa localizada na província de Nagano.
Em 2003 a cidade tinha uma população estimada em 53 600 habitantes e uma densidade populacional de 491,47 h/km². Tem uma área total de 109,06 km².
Recebeu o estatuto de cidade a 10 de Agosto de 1941.